# Hirtella gracilipes
Hirtella gracilipes là một loài thực vật có hoa trong họ Cám. Loài này được (Hook.f.) Prance mô tả khoa học đầu tiên năm 1972.

## Hình ảnh

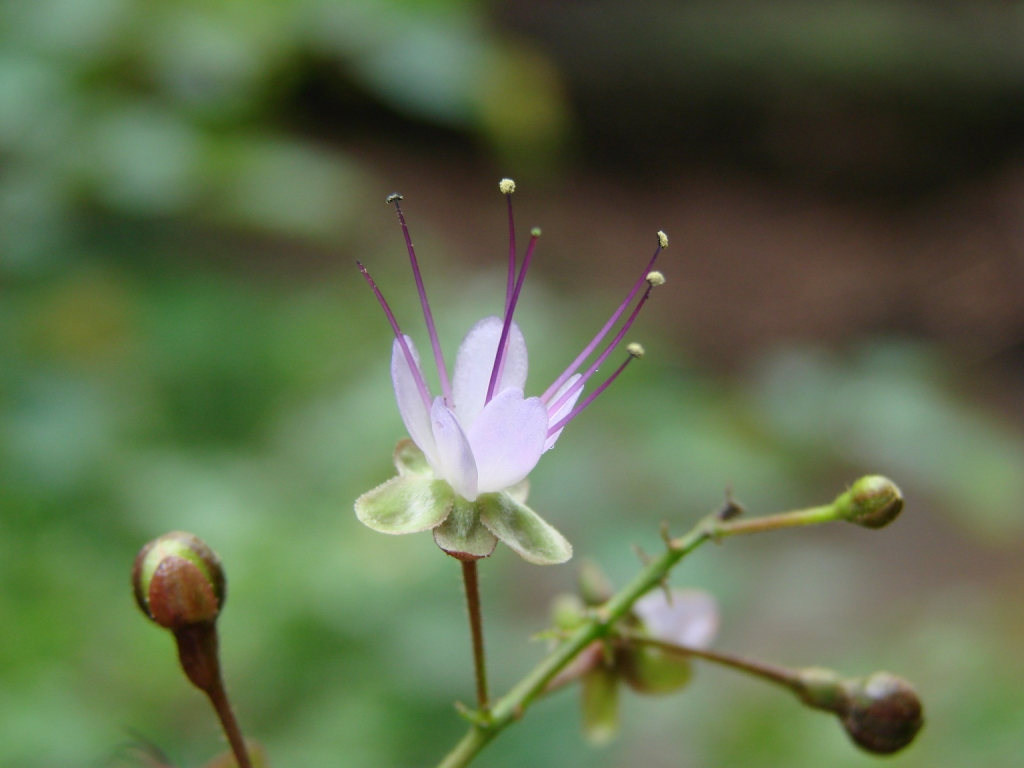
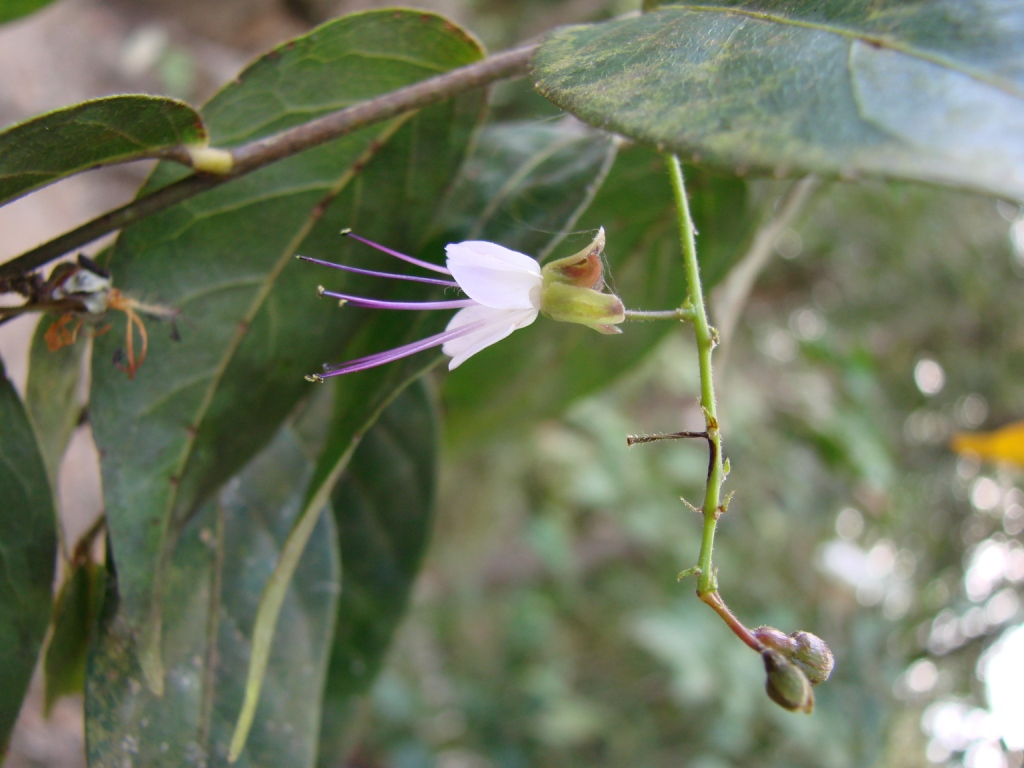
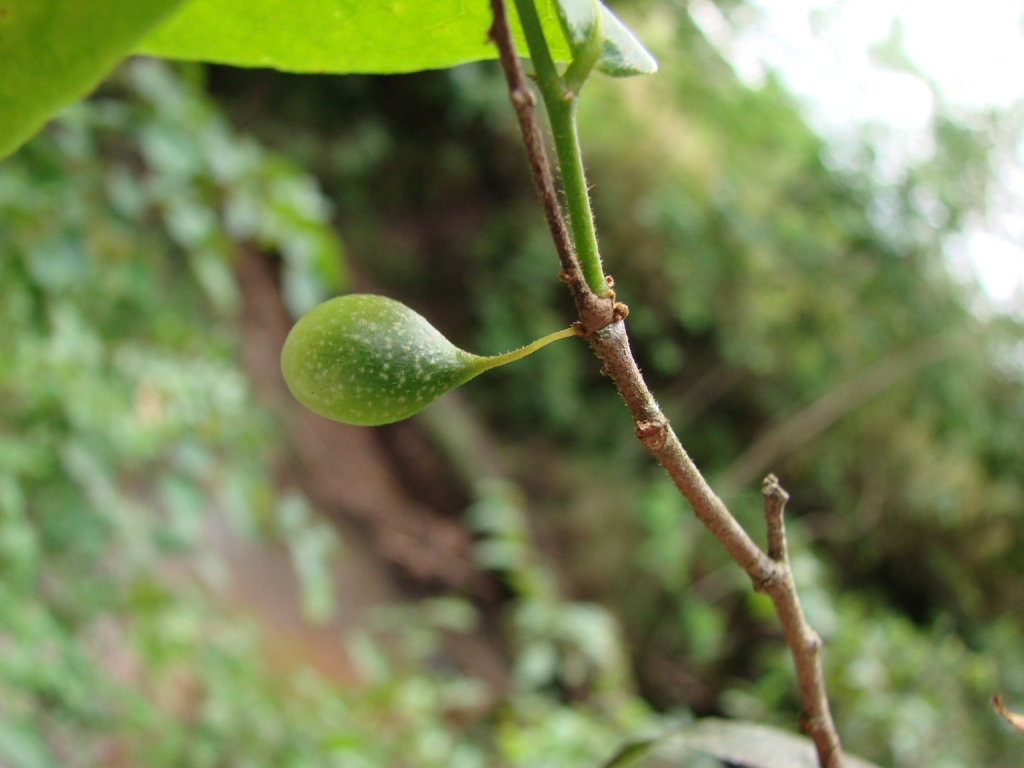